# Zornella armata
Zornella armata là một loài nhện trong họ Linyphiidae.
Loài này thuộc chi Zornella. Zornella armata được Richard C. Banks miêu tả năm 1906.